# Sportsmen Acres
Sportsmen Acres és un poble dels Estats Units a l'estat d'Oklahoma. Segons el cens del 2000 tenia 204 habitants.

## Demografia
Segons el cens del 2000, Sportsmen Acres tenia 204 habitants, 58 habitatges, i 52 famílies. La densitat de població era de 984,6 habitants per km².
Dels 58 habitatges en un 55,2% hi vivien nens de menys de 18 anys, en un 81% hi vivien parelles casades, en un 6,9% dones solteres, i en un 10,3% no eren unitats familiars. En el 8,6% dels habitatges hi vivien persones soles el 3,4% de les quals corresponia a persones de 65 anys o més que vivien soles. El nombre mitjà de persones vivint en cada habitatge era de 3,52 i el nombre mitjà de persones que vivien en cada família era de 3,73.
Per edats la població es repartia de la següent manera: un 36,3% tenia menys de 18 anys, un 12,3% entre 18 i 24, un 25,5% entre 25 i 44, un 21,6% de 45 a 60 i un 4,4% 65 anys o més.
L'edat mediana era de 26 anys. Per cada 100 dones de 18 o més anys hi havia 88,4 homes.
La renda mediana per habitatge era de 37.222 $ i la renda mediana per família de 38.333 $. Els homes tenien una renda mediana de 30.909 $ mentre que les dones 21.000 $. La renda per capita de la població era de 14.233 $. Entorn del 3,6% de les famílies i el 4,6% de la població estaven per davall del llindar de pobresa.

## Poblacions més properes
El següent diagrama mostra les poblacions més properes.